# Präsidentschaftswahl in Kirgisistan 1991

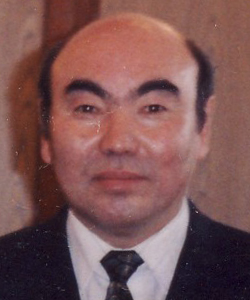
Wahlsieger und erster Präsident Kirgisistans, Askar Akajew (2001)

Die Präsidentschaftswahl in Kirgisistan 1991 wurde am 12. Oktober 1991 abgehalten. Der Wahlsieger Askar Akajew wurde nach der Wahl zum ersten Präsidenten des unabhängigen Kirgisistans.

## Hintergrund
Im Oktober 1990 wurde der ehemalige Leiter der kirgisischen Akademie der Wissenschaften, Askar Akajew, Präsident der Kirgisischen Sozialistischen Sowjetrepublik. Auch nach dem Zerfall der Sowjetunion und der Unabhängigkeitserklärung Kirgisistans am 31. August 1991 blieb Akajew der führende Politiker des Landes. Er trat aus der Kommunistischen Partei der Sowjetunion aus und stellte sich bei der ersten Präsidentschaftswahl in der Geschichte Kirgisistans am 12. Oktober 1991 als unabhängiger Kandidat zur Wahl. Einen Gegenkandidaten gab es bei der Wahl nicht.

## Ergebnis
Akajew wurde mit 95,33 % der Stimmen zum Präsidenten des unabhängigen Kirgisistans gewählt. Einen deutlicheren Wahlsieg hat es seitdem bei kirgisischen Präsidentschaftswahlen nicht mehr gegeben. Die Wahlbeteiligung lag bei 89 %, mehr als zwei Millionen Stimmen wurden abgegeben.
| Kandidaten        | Parteien          | Stimmen   | %    |
| ----------------- | ----------------- | --------- | ---- |
| Askar Akajew      | Parteilos         | 1.968.781 | 95,4 |
| Gegen alle        | Gegen alle        | 95.202    | 4,6  |
| Gesamt            | Gesamt            | 2.063.983 | 100  |
|                   |                   |           |      |
| Ungültige Stimmen | Ungültige Stimmen | 1.098     | 0,1  |
| Wähler            | Wähler            | 2.065.081 | 89,0 |
| Wahlberechtigte   | Wahlberechtigte   | 2.319.780 |      |

## Folgen
Akajew blieb in den Jahren nach der Unabhängigkeit als Präsident Kirgisistans die starke Figur in der kirgisischen Politik. Nach einem erneuten Wahlsieg 1995 konnte er im Jahr 2000 nur durch eine Verfassungsänderung ein drittes Mal kandidieren und wurde erneut im Amt bestätigt. Erst mit der Tulpenrevolution im März 2005 wurde seine zunehmend autoritäre Präsidentschaft beendet.